# Grand Prix de Denain 1979
Il Grand Prix de Denain 1979, ventunesima edizione della corsa, si svolse il 17 aprile su un percorso con partenza e arrivo a Denain. Fu vinto dal francese Jean-Philippe Pipart della La Redoute-Motobecane davanti all'olandese Frits Pirard e al belga Willi Albert.

## Ordine d'arrivo (Top 10)
| Pos. | Corridore              | Squadra                      | Tempo |
| ---- | ---------------------- | ---------------------------- | ----- |
| 1    | Jean-Philippe Pipart   | La Redoute-Motobecane        |       |
| 2    | Frits Pirard           | Miko-Mercier-Vivagel         |       |
| 3    | Willi Albert           | Boule D'Or-Lano-Colnago      |       |
| 4    | Jos Van De Poel        | Ijsboerke-Gios               |       |
| 5    | Roger Rosiers          | La Redoute-Motobecane        |       |
| 6    | Ronny Van Marcke       | Splendor - Euro Soap         |       |
| 7    | Etienne Van Der Helst  | Kas-Campagnolo               |       |
| 8    | Alain Patritti         | La Redoute-Motobecane        |       |
| 9    | Dirk Baert             | Carlos-Galli-G.B.C.-Castelli |       |
| 10   | Jean-Francois Pescheux | La Redoute-Motobecane        |       |